# Alex Gasperoni
Alex Gasperoni, född 30 juni 1984, är en sanmarinsk fotbollsspelare.
Gasperoni spelade mellan 2003 och 2019 sammanlagt 48 matcher för det sanmarinska landslaget. Han gjorde sitt enda landslagsmål i sin första landskamp, en vänskapsmatch mot Liechtenstein i Vaduz. I samma match gjorde en annan debutant, Nicola Ciacci, också mål. De två var i tjugo år de enda sanmariner som gjort mål i sin debutlandskamp, bedriften upprepades 2023 av Lorenzo Lazzari i en match mot St. Lucia. Gasperoni är dock ännu (2024) yngste sanmarin att göra mål för landslaget. Han var 19 år och 51 dagar vid matchen mot Liechtenstein.